# Consonne labio-dentale
En phonétique articulatoire, une consonne labio-dentale (ou, simplement, une labio-dentale) est une consonne labiale réalisée par rapprochement entre la lèvre inférieure et les dents de la mâchoire supérieure.
Le français comporte deux labio-dentales, [f] et [v].

## Labio-dentales de l'API
Voici les labio-dentales de l'alphabet phonétique international :
| API | Description                           | Exemple     | Exemple     | Exemple  | Exemple       |
| --- | ------------------------------------- | ----------- | ----------- | -------- | ------------- |
| API | Description                           | Langue      | Orthographe | API      | Signification |
| p̪   | Occlusive labio-dentale sourde        |             |             |          |               |
| b̪   | Occlusive labio-dentale voisée        |             |             |          |               |
| ɱ   | Occlusive nasale labio-dentale voisée | Anglais     | comfort     | [kɐɱfət] | Confort       |
| ⱱ   | Battue labio-dentale voisée           |             |             |          |               |
| f   | Fricative labio-dentale sourde        | Français    | fini        | [fini]   |               |
| v   | Fricative labio-dentale voisée        | Français    | vite        | [vit]    |               |
| ʋ   | Spirante labio-dentale voisée         | Néerlandais | wang        | [ʋaŋ]    | Joue          |
| fʼ  | Fricative éjective labio-dentale      |             |             |          |               |

## Origine des consonnes labio-dentales «f» et «v»
Le développement de l'agriculture et de l'alimentation moins coriace au Néolithique serait à l'origine de consonnes labio-dentales comme le f et le v. La prise de cette nourriture (gruaux ou porridges de céréales moulues, ragoûts, soupes, produits laitiers) a entraîné une réduction de la force de mastication et de l'érosion dentaire, de sorte que « les humains modernes ont conservé à l'âge adulte une occlusion dentaire de type juvénile, où les incisives supérieures sont décalées vers l'extérieur de la bouche, la mâchoire inférieure étant légèrement en retrait », facilitant la prononciation de consonnes labio-dentales. Une étude publiée en 2019 confirmerait ainsi par une modélisation biomécanique l'hypothèse émise en 1985 par le linguiste Charles Hockett, qui avait remarqué que les langues utilisant les consonnes labio-dentales sont souvent parlées dans des sociétés ayant accès à des aliments mous.